# Stefan Regmunt
Stefan Regmunt (ur. 20 czerwca 1951 w Krasnymstawie) – polski duchowny rzymskokatolicki, doktor nauk humanistycznych w zakresie psychologii, rektor Wyższego Seminarium Duchownego Diecezji Legnickiej w latach 1993–1995, biskup pomocniczy legnicki w latach 1995–2007, biskup diecezjalny zielonogórsko-gorzowski w latach 2008–2015, od 2015 biskup senior diecezji zielonogórsko-gorzowskiej.

## Życiorys
Urodził się 20 czerwca 1951 w Krasnymstawie. W 1963 wraz z rodzicami przeniósł się do Jedliny-Zdroju. Kształcił się w II Liceum Ogólnokształcącym im. Hugona Kołłątaja w Wałbrzychu i tamtejszej Państwowej Szkole Muzycznej I i II stopnia. W 1969 złożył egzamin dojrzałości. W 1969 rozpoczął studia filozoficzno-teologiczne w Metropolitalnym Wyższym Seminarium Duchownym we Wrocławiu, jednak w następnym roku był zmuszony je przerwać celem odbycia zasadniczej służby wojskowej w jednostce dla kleryków w Bartoszycach. Od 1972 kontynuował naukę w seminarium, łącząc je ze studiami na Papieskim Wydziale Teologicznym we Wrocławiu, gdzie w 1976 uzyskał magisterium z teologii w zakresie liturgiki. Święceń prezbiteratu udzielił mu 29 maja 1976 w archikatedrze św. Jana Chrzciciela we Wrocławiu tamtejszy arcybiskup metropolita Henryk Gulbinowicz. Inkardynowany został do archidiecezji wrocławskiej. W latach 1981–1986 odbył studia psychologiczne na Wydziale Nauk Społecznych Katolickiego Uniwersytetu Lubelskiego. Uzyskał tam magisterium, a w 1991 doktorat z nauk humanistycznych w zakresie psychologii na podstawie dysertacji Postawa religijna a psychospołeczne aspekty modelu kapłana. Badania empiryczne w populacji polskiej.
W latach 1976–1979 pracował jako wikariusz w parafii św. Jerzego w Dzierżoniowie. W latach 1977–1981 administrował tamtejszym kościołem Najświętszej Maryi Panny Matki Kościoła, początkowo w charakterze samodzielnego wikariusza, a od 1979 jako rektor. Pełnił funkcję diecezjalnego dyrektora Papieskich Dzieł Misyjnych i delegata biskupa diecezjalnego ds. misji. Był również zastępcą ojca duchownego kapłanów archidiecezji wrocławskiej. 30 kwietnia 1992 został inkardynowany do nowo utworzonej diecezji legnickiej. W latach 1992–1993 był proboszczem parafii Matki Bożej Częstochowskiej w Legnicy. W kurii diecezjalnej był dyrektorem Referatu Nauki Katolickiej przy Wydziale Duszpasterskim, należał do rady kapłańskiej i kolegium konsultorów. W 1993 otrzymał godność honorowego kapelana Ojca Świętego. Został też mianowany kanonikiem kapituły katedralnej w Legnicy.
W latach 1986–1988 był prefektem, a w latach 1988–1992 wicerektorem wrocławskiego seminarium duchownego. Na Papieskim Wydziale Teologicznym we Wrocławiu, gdzie w 1986 został asystentem, a w 1991 uzyskał stanowisko adiunkta w Katedrze Psychologii i Pedagogiki, prowadził wykłady z medycyny pastoralnej i psychologii. W latach 1993–1995 sprawował urząd rektora Wyższego Seminarium Duchownego Diecezji Legnickiej. W legnickim seminarium i w Diecezjalnym Kolegium Teologicznym w Legnicy był wykładowcą psychologii. Od 1992 do 1994 pełnił funkcję dyrektora Studium Katechetycznego w Legnicy
3 grudnia 1994 papież Jan Paweł II mianował go biskupem pomocniczym diecezji legnickiej ze stolicą tytularną Castellum Medianum. Święcenia biskupie otrzymał 6 stycznia 1995 w bazylice św. Piotra w Rzymie. Głównym konsekratorem był Jan Paweł II, zaś współkonsekratorami arcybiskup Giovanni Battista Re, substytut ds. Ogólnych Sekretariatu Stanu, i arcybiskup Jorge María Mejía, sekretarz Kongregacji ds. Biskupów. Jako zawołanie biskupie przyjął słowa: „Servire in caritate” (Służyć w miłości). W 1995 został ustanowiony wikariuszem generalnym diecezji. Jako biskup pomocniczy zajmował się ewangelizacją, nauczaniem katolickim, tworzeniem diecezjalnych struktur Akcji Katolickiej, a także duszpasterstwem młodzieży, osób niepełnosprawnych oraz powołań.
29 grudnia 2007 papież Benedykt XVI mianował go biskupem diecezjalnym diecezji zielonogórsko-gorzowskiej. 19 stycznia 2008 odbył ingres do katedry Wniebowzięcia Najświętszej Maryi Panny w Gorzowie Wielkopolskim, zaś 26 stycznia 2008 do konkatedry św. Jadwigi w Zielonej Górze. W 2015 ze względu na stan zdrowia skierował do papieża Franciszka prośbę o przyjęcie rezygnacji ze sprawowanego urzędu, co nastąpiło 23 listopada 2015. Do czasu objęcia urzędu przez jego następcę Tadeusza Lityńskiego zlecono mu pełnienie funkcji administratora apostolskiego diecezji.
W strukturach Konferencji Episkopatu Polski w latach 1996–2005 pełnił funkcję delegata ds. powołań. W 1996, w ramach Komisji ds. Duszpasterstwa, został krajowym duszpasterzem dzieła powołań w Polsce. W 1997 wszedł w skład Komisji Charytatywnej. W jej ramach był przewodniczącym Sekcji Osób Niepełnosprawnych. W 2002 wraz z Caritas Polska zorganizował Narodową Pielgrzymkę Osób Niepełnosprawnych do Lourdes. W 2007 został przewodniczącym Zespołu ds. Służby Zdrowia. Ponadto wszedł w skład Komisji Rewizyjnej. Został również członkiem Komisji Nadzorczej Caritas Polska. 5 stycznia 2011 decyzją papieża Benedykta XVI został członkiem Papieskiej Rady ds. Duszpasterstwa Służby Zdrowia.
Był współkonsekratorem podczas sakr biskupa pomocniczego świdnickiego Adama Bałabucha (2008), biskupa pomocniczego legnickiego Marka Mendyka (2009) i biskupa pomocniczego zielonogórsko-gorzowskiego Tadeusza Lityńskiego (2012).
W 1998 otrzymał stopień wojskowy kapitana rezerwy Wojska Polskiego.
W 2021 poinformowano, że Stolica Apostolska, po przeprowadzeniu postępowania w związku ze zgłoszeniami dotyczącymi zaniedbań hierarchy w sprawie wykorzystania seksualnego osób małoletnich przez dwóch kapłanów diecezji zielonogórsko-gorzowskiej, zakazała mu uczestniczenia w jakichkolwiek celebracjach i spotkaniach publicznych na terenie diecezji oraz udziału w gremiach Konferencji Episkopatu Polski, a także nakazała finansowe partycypowanie w wydatkach diecezji zielonogórsko-gorzowskiej związanych z przeciwdziałaniem wykorzystaniu seksualnemu małoletnich.

## Odznaczenia i wyróżnienia
W 2020 otrzymał odznakę honorową „Za Zasługi dla ochrony zdrowia”.
Nadano mu honorowe obywatelstwo Jedliny-Zdroju (2004) i Zielonej Góry (2016, zrezygnował z tytułu w 2021). W 2012 otrzymał Odznakę Honorową za Zasługi dla Województwa Lubuskiego.
W 2023 został odznaczony medalem „Milito Pro Christo”.